# Obrączkowanie (zoologia)

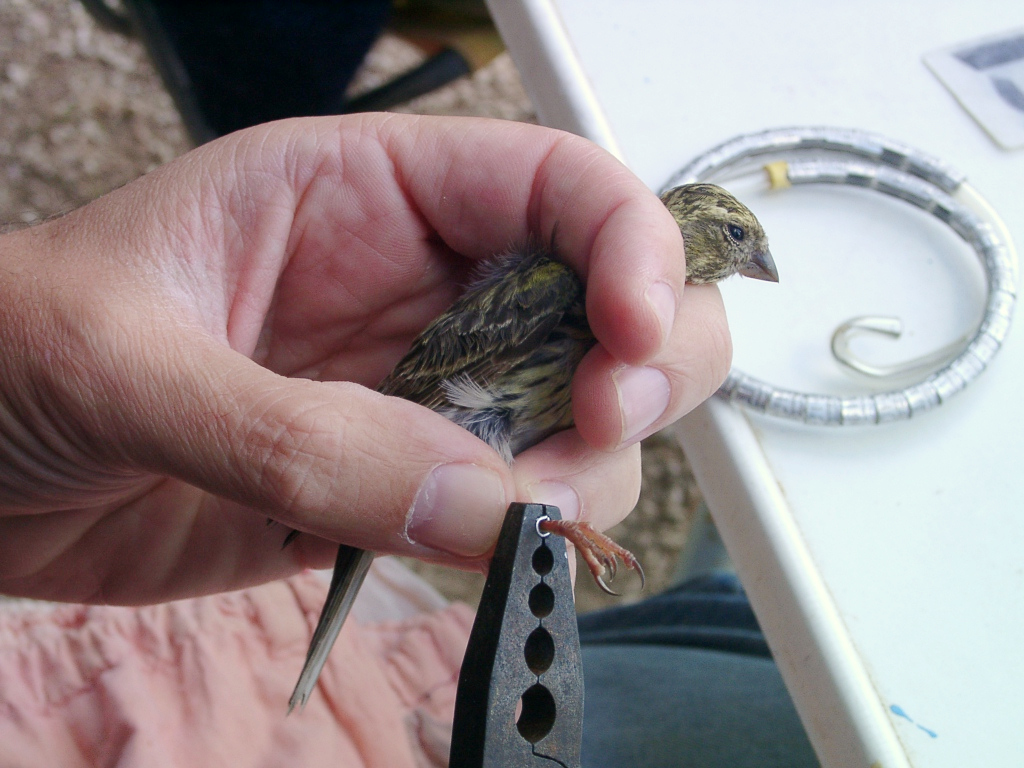
Obrączkowanie kulczyka zwyczajnego

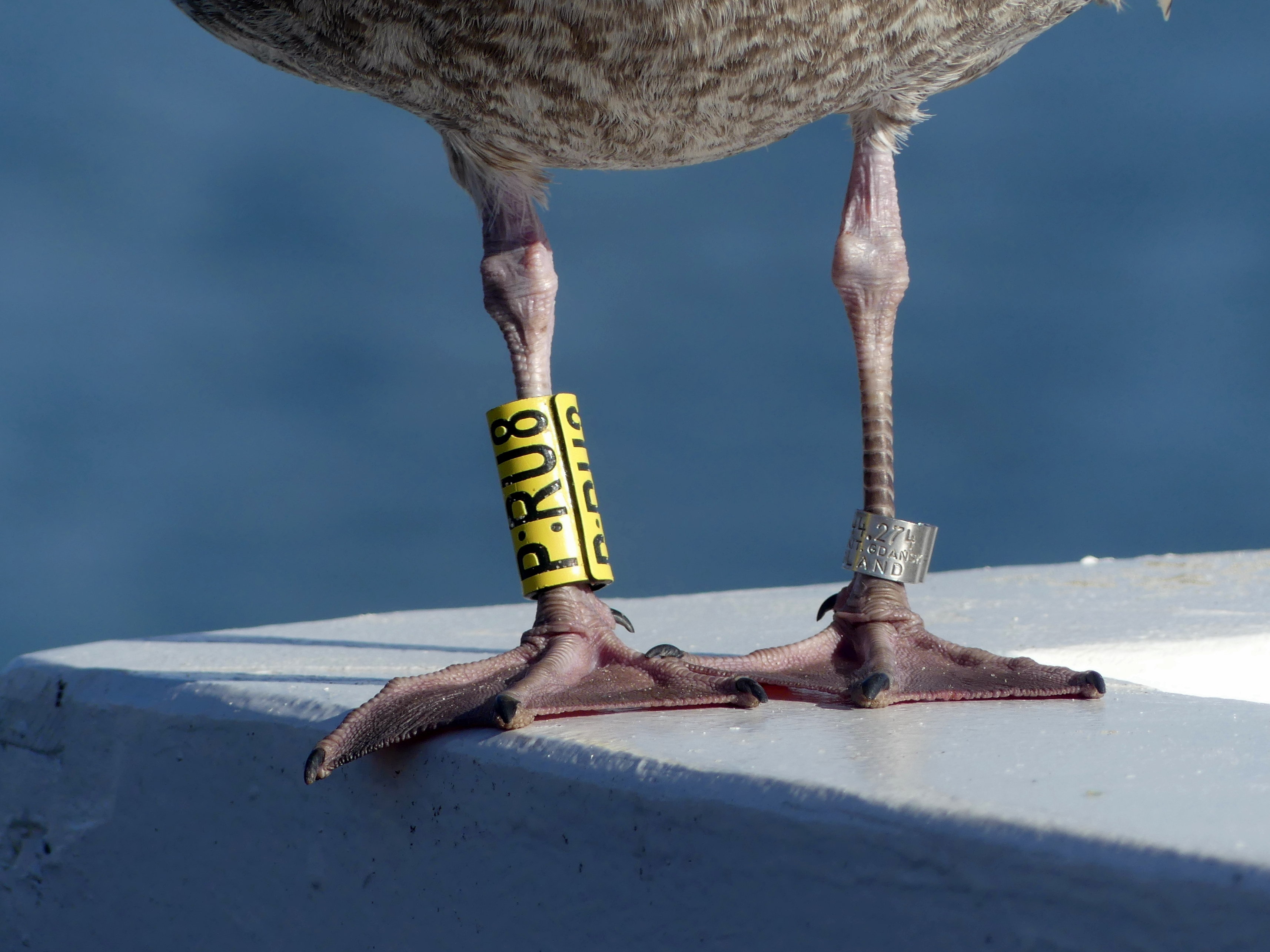
Mewa z polskimi obrączkami na nogach

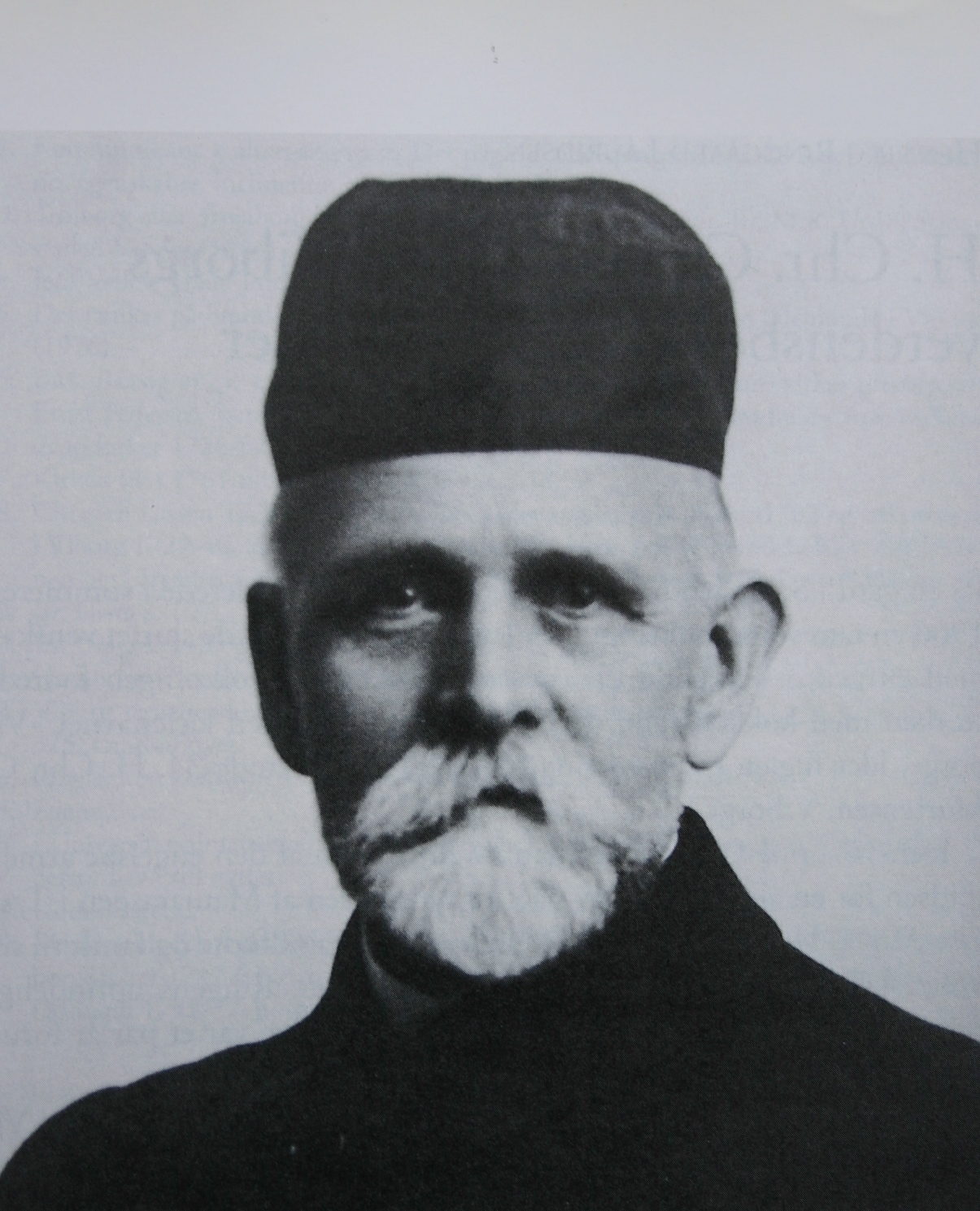
Mortensen – pomysłodawca obrączkowania ptaków

Obrączkowanie – metoda badań polegająca na znakowaniu zwierząt metalowymi lub plastikowymi obrączkami lub innymi znacznikami. Najczęściej stosowana w ornitologii, obrączkuje się również nietoperze.
Obrączkowanie jako metoda badań pierwszy raz wprowadzona została w 1898 roku, kiedy to duński ornitolog Hans Christian Cornelius Mortensen (1856–1921) z Viborga wprowadził metodę obrączkowania ptaków, która umożliwiła obserwacje naznaczonych w ten sposób osobników. Na podstawie tzw. „wiadomości powrotnej”, a więc informacji dotyczącej zaobrączkowanego ptaka, można ustalić trasę jego wędrówki. W Polsce tę technikę stosuje się od 1931 roku.
Daje ona możliwość indywidualnego znakowania osobników, dzięki czemu dostarcza ważnych informacji o biologii i etologii gatunku, np. na temat trasy wędrówek, zimowisk, czasu wędrówki itp. Podczas obrączkowania ptaki są oznaczane co do gatunku i – o ile to możliwe – płci i wieku, następnie mierzone i ważone, obrączkowane, po czym wypuszczane na wolność. Wszystkie dane dotyczące osobnika są zapisywane w rejestrze.
Koordynowaniem obrączkowania ptaków w Polsce zajmuje się Stacja Ornitologiczna Muzeum i Instytutu Zoologii Polskiej Akademii Nauk w Gdańsku.
Nie wszystkie gatunki można obrączkować. W przypadku emu (Dromaius novaehollandiae), strusi czerwonoskórych (Sthrutio camelus) oraz kazuarów hełmiastych (Casuarius casuarius) brak jest obrączek o odpowiednim rozmiarze. W Australii kakadu krasnogłowe (Callocephalon fimbriatum) mogą rozdziobywać obrączkę, raniąc się. Podobnie postępuje kakadu palmowa (Probosciger aterrimus) i żałobnica rudosterna (Calyptorhyncus banksii). W przypadku ptaków australijskich, u eukaliptusowczyka żółtoczelnego (Lichenostomus melanops) zdarzają się przypadki ranienia skóry przez obrączkę.
W trakcie akcji obrączkarskich używa się sieci ornitologicznych (ang. mist net). W 0,59% przypadków złapania dochodzi do zranienia osobnika, zaś jedynie w 0,23% przypadków do śmierci ptaka. W przypadku większych ptaków ryzyko w trakcie łapania w sieć dotyczy głównie złamań nóg, zaś mniejsze ptaki mogą zaplątać skrzydła lub umrzeć w wyniku szoku.
W Polsce ptaki są obrączkowane na kilku terenowych obozach ornitologicznych oraz indywidualnie przez obrączkarzy. Polskie stacje obrączkowania ptaków, działają okresowo, najczęściej w terminie migracji ptaków. W okresie zimowym ptaki najczęściej znakuje się podczas żerowania przy karmniku, np. podczas ogólnopolskiego wydarzenia Akcja Karmnik.